# براد جيلز
براد جيلز (بالإنجليزية: Brad Gillis)‏ هو عازف قيثارة وموسيقي أمريكي، ولد في 15 يونيو 1957 في هونولولو في الولايات المتحدة.

## وصلات خارجية
- براد جيلز على موقع IMDb (الإنجليزية)
- براد جيلز على موقع ميوزك برينز (الإنجليزية)
- براد جيلز على موقع أول ميوزيك (الإنجليزية)
- براد جيلز على موقع ديسكوغز (الإنجليزية)